# The Suffering
The Suffering (с англ. — «Страдание») — компьютерная игра 2004 года в жанре action horror с элементами 3D-шутера, разработанная студией Surreal Software для игровых консолей PlayStation 2 и Xbox, а также для персональных компьютеров на ОС Windows; разработка версии для консоли GameCube была отменена до выхода проекта. Консольные версии игры были выпущены компанией Midway Games; изданием компьютерной версии занималась компании Encore Software и Zoo Digital Publishing на территории Северной Америки и Европы соответственно. В России издавалась фирмой «Новый Диск» в двух версиях — оригинальная и русская (озвучка, перевод дневников, текстуры). Русскую версию озвучил Леонид Володарский.
Сюжет игры вращается вокруг главного героя Торка, осуждённого по обвинению в жестоком убийстве своей семьи; при этом он совершенно не помнит, как совершал убийство и совершал ли его вообще. Вскоре по прибытии на место заключения Торк становится свидетелем землетрясения и последующего за ним нападения на тюрьму сверхъестественных существ. В новых условиях Торк пытается обрести свободу, в то же время — сражаясь с демонами в пределах злополучной тюрьмы. Сюжет имеет три концовки, в каждой из которых, в зависимости от действий игрока, раскрывается та или иная версия произошедшего с семьёй Торка.
Игра получила преимущественно положительные оценки в профильной прессе. В то время как одни критики посчитали, что попытка смешения жанров была неудачной, вследствие чего игра оказалась не достаточно страшной; с другой стороны были положительно оценены дизайн, общий тон игры и система морали, определяющая взаимоотношения игрока, что выделяло проект на фоне традиционных для своего жанра игр, таких как Resident Evil, Silent Hill и Fatal Frame. The Suffering была успешной в коммерческом плане игрой, разойдясь тиражом более 1,5 миллиона копий. В 2005 году вышло продолжение игры — The Suffering: Ties That Bind.

## Сюжет
Главный герой по имени Торк (англ. Torque) обвинён в жестоком убийстве своей семьи — жены Кармен и двоих детей. При этом он совершенно не помнит, как совершал убийство и совершал ли его вообще. Несмотря на то, что он от пережитого шока совсем перестал говорить, суд признаёт его вменяемым и отправляет в тюрьму Эббот (англ. Abbot State Penitentiary) на острове Карнати, штат Мэриленд, которая печально известна своей очень мрачной и кровавой историей.
Действие начинается в первый же вечер по прибытии Торка в Эббот. Как только Торк оказывается в своей камере, заключённые начинают его обсуждать, но через какое-то время наступает землетрясение и всех, за исключением Торка, убивают какие-то существа. Освободившись из своей камеры благодаря какому-то монстру и прихватив с собой заточку с трупа одного из заключённых, по дороге Торк видит разруху и резню, устроенную этими же существами. Но это — далеко не самое худшее, что ожидает его впереди.

## Игровой процесс

Игровой процесс (сражение с монстром-Тухляком)

Игра представляет собой шутер от третьего лица, но есть возможность переключаться на вид от первого. Сохранение производится посредством контрольных точек. Быстрого сохранения нет, все сохранения производятся через меню.
Отличительной особенностью игры является превращение Торка в чудовище, но только при условии, когда жёлтая шкала бешенства будет заполнена. Её наполнения можно достичь путём уничтожения некоторого количества чудовищ. В этом режиме Торк намного сильней, но следует следить за шкалой, иначе когда она закончится, он начнёт умирать.
По горячим клавишам доступны документы (фотография семьи Торка, различные записки, диагноз Киллджоя, описания его экспериментов, инструкция по изготовлению огнемета и т. д.) и архивы:
- Дневник Клема — содержит описания сверхъестественных созданий острова и интересных для Клема личностей, включая самого Торка.
- Журнал Консуэлы — содержит описания различных мест на острове. Некоторые из них можно найти, только если внимательно изучать уровень, другие же являются либо ключевыми локациями в игре, либо попадаются по пути.

### Стили прохождения
В течение игры игроку множество раз надо будет выбирать из нескольких возможных действий. Заключённых и тюремную охрану можно как убивать, так и оставлять в живых. Также иногда встаёт выбор — спасать ли людей от монстров или бросить их на растерзания чудовищам.
Внутренний голос велит Торку убивать всех встречных, а Кармен просит помогать встречным персонажам. Она же комментирует поступки Торка, осуждая или одобряя их.
В зависимости от поведения игрока в игре доступны три концовки:
- Отрицательная — происходит при условии, что игрок будет убивать всех подряд. В таком случае Торк превратится в чудовище, убьёт спасателя, разломает катер и убежит обратно на остров. В заставке выяснится, что семью убил сам Торк.
- Нейтральная — Торк никого не убивает, но и не помогает, или же убивает и спасает поровну. Тогда спасатель сообщит Торку, что его переводят в другую тюрьму. Торк вырубит спасателя и сам встанет за штурвал. Оказывается, что Торк в ссоре случайно убил Кармен, из-за чего увидевший это Кори утопил Малкольма в ванной, а сам выбросился в окно.
- Положительная — происходит при условии, что игрок будет помогать другим персонажам и защищать их. Спасатель сообщит Торку, что его дело будет пересмотрено. В заставке покажут, что семью Торка убили два бандита, исполняя приказ некоего «Полковника».

Различные способы прохождения открывают разные страницы в дневнике Клема и разные внутриигровые видеоролики.
Кроме того, если стремиться к отрицательной концовке, то Торк будет меняться в худшую сторону: вздуются вены, на коже появятся сначала пятна, а потом откроются язвы, одежда покроется грязью. Это также не обходит и фото семьи Торка: чем сильнее игрок стремится к отрицательной концовке, тем сильнее фото будет пачкаться.
Убийство враждебно настроенных NPC (Чико и его люди, Харгрейв и верные ему охранники, а также некоторые другие охранники, встречающиеся на протяжении игры) в целях самозащиты никак не влияет на карму. Однако, если убить двух Убийц в клетках в одной из глав, то это будет считаться отрицательным поступком.
Концовки также влияют на начальную заставку The Suffering: Ties That Bind. Для этого игра должна обнаружить на компьютере файлы сохранения от первой части.

## Разработка
Разработкой дизайна монстров и уровней в игре занималась студия «Stan Winston», руководитель которой — создатель графики для «Терминатора», «Чужого» и «Хищника».

## Рецензии и обзоры
| Сводный рейтинг       | Сводный рейтинг   | Сводный рейтинг   | Сводный рейтинг  |
| Издание               | Оценка            | Оценка            | Оценка           |
| Издание               | PC                | PS2               | Xbox             |
| --------------------- | ----------------- | ----------------- | ---------------- |
| GameRankings          | 79,54 %           | 80,68 %           | 81,35 %          |
| Metacritic            | 80 % (26 обзоров) | 77 % (47 обзоров) | 77 % (44 обзора) |
| MobyRank              | 77 %              | 75 %              | 79 %             |
| Иноязычные издания    |                   |                   |                  |
| Издание               | Оценка            | Оценка            | Оценка           |
| Издание               | PC                | PS2               | Xbox             |
| CVG                   |                   | 84/100            |                  |
| EGM                   |                   | 6,5/10            | 6,5/10           |
| Eurogamer             |                   | 7/10              |                  |
| G4                    |                   | [ 16 ]            |                  |
| Game Informer         |                   | 8,25/10           | 8,25/10          |
| GamePro               |                   | 4/5               |                  |
| GameSpot              | 7,6/10            | 7,6/10            | 7,6/10           |
| GameSpy               | [ 23 ]            | [ 24 ]            | [ 25 ]           |
| GamesRadar+           |                   | 80 %              |                  |
| GameZone              | 8,6/10            | 8,5/10            | 8,7/10           |
| IGN                   | 8,5/10            | 8,5/10            | 8,5/10           |
| Jeuxvideo.com         | 10/20             | 14/20             | 14/20            |
| GameStats             | 8/10              | 7,8/10            | 7,8/10           |
| Русскоязычные издания |                   |                   |                  |
| Издание               | Оценка            | Оценка            | Оценка           |
| Издание               | PC                | PS2               | Xbox             |
| 3DNews                | без оценки        |                   |                  |
| Absolute Games        | 66 %              |                   |                  |
| «PC Игры»             | 8/10              |                   |                  |
| «Страна игр»          | 8/10              |                   |                  |

В целом The Suffering получила положительные отзывы, но при этом и немало смешанных как от критиков, так и от игрового сообщества. Многие хвалили сюжет, персонажей, атмосферу, дизайн и геймплей, однако у рецензентов было и противоположное мнение. Так, некоторые критики называли игру довольно скучной, сочтя геймплей однообразным, дизайн уровней — невыдающимся, а историю — вялой, при этом отмечая ещё и довольно дешёвые способы запугивания игрока, вроде периодически появляющихся на экране картинок-скримеров. Некоторые рецензенты критиковали то, что в игре очень много моментов с большим количеством противников и сильным упором на экшен-составляющую, делая игру больше похожей на мясорубку вроде Painkiller, чем на боевик в стиле хоррора. Тем не менее определённые издания восприняли игру довольно тепло, считая её сильно недооценённой.